# Laurent De Wilde
Laurent De Wilde (Hamme, 2 april 1877 - Knokke, 1 augustus 1962) was een Belgisch ondernemer en politicus voor de Liberale Partij.

## Levensloop
De Wilde was aannemer van elektriciteitswerken. In de jaren 1920 organiseerde hij filmvoorstellingen in de Blauwe Zaal, een zaal die gebruikt werd door de liberale verenigingen van de gemeente.
Hij werd politiek actief toen hij in 1921 verkozen werd tot gemeenteraadslid in Baasrode. Hij bleef dit tot in 1936 en opnieuw in 1945-1946. In 1936 werd hij provinciaal senator voor Oost-Vlaanderen en dit tot in 1946. In 1949-1950 was hij volksvertegenwoordiger, verkozen in het arrondissement Dendermonde.